# A+
M/Y A+, tidigare Topaz, är en megayacht tillverkad av Lürssen i Tyskland. Hon levererades 2012 till sin ägare schejk Mansour bin Zayed Al-Nahyan, emiratisk kunglighet och vice premiärminister.
A+ designades exteriört av Tim Heywood Design medan Terence Disdale designade interiören. Megayachten är 147,25 meter lång och har en kapacitet på 62 passagerare fördelat på 26 hytter. Den har en besättning på 79 besättningsmän samt minst två helikoptrar.
Megayachten kostade uppskattningsvis £400 miljoner att bygga. I maj 2019 kom det rapporter om att den hade bytt namn från Topaz till A+, dock fanns det inget som visade på att megayachten hade fått nya ägare.

## Galleri

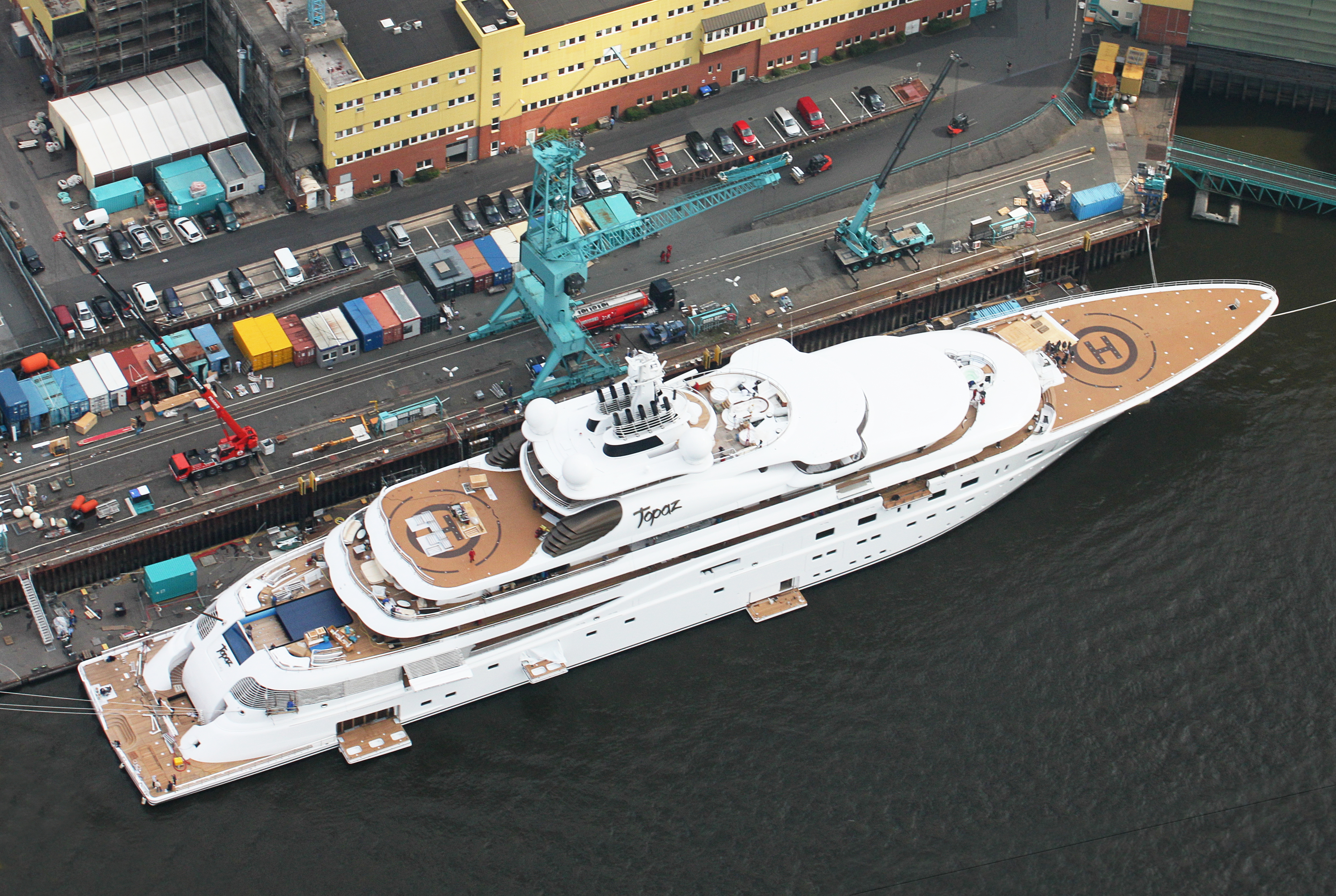
A+ i Bremen i Tyskland, 2012.
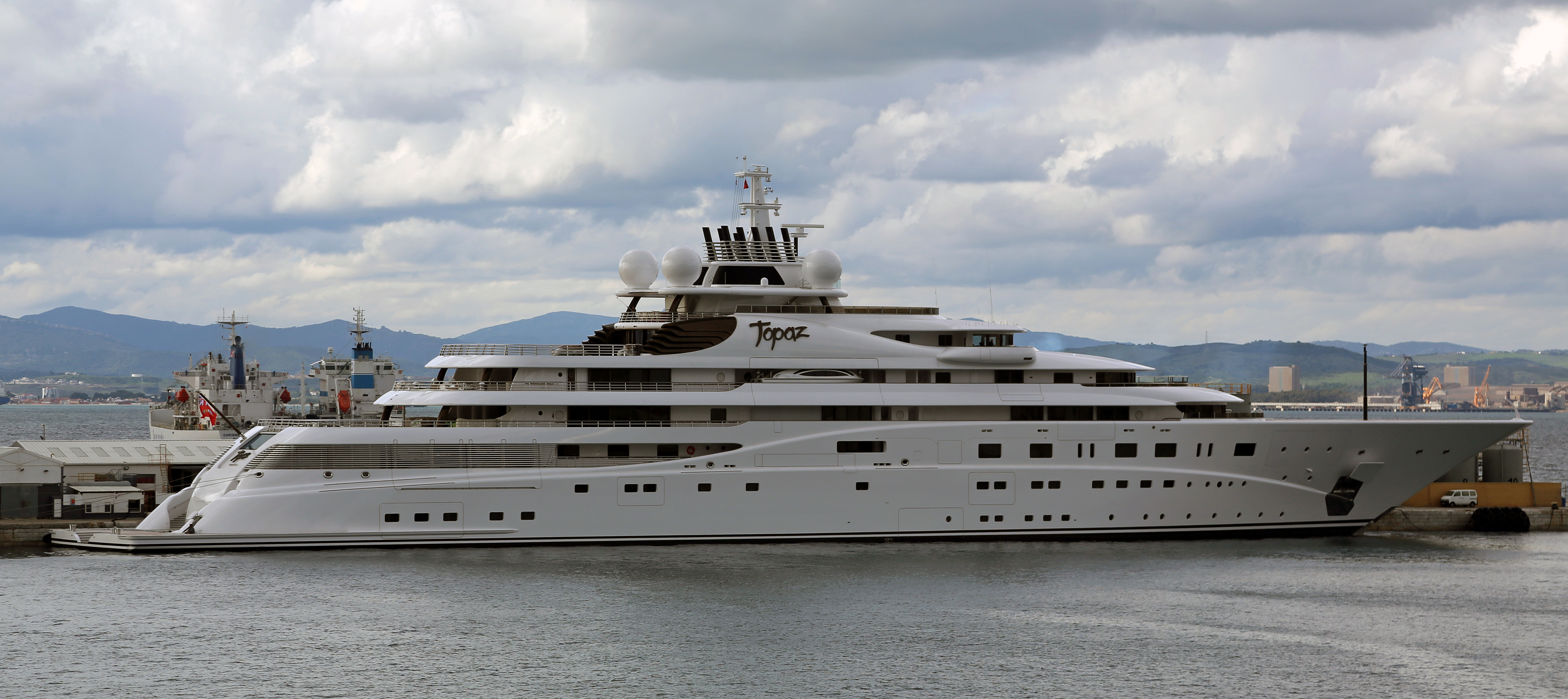
A+ i Gibraltar, 2012.